# محمد هادي ساروي
محمد هادي سارَوي هو مصارع مصارعة يونانية-رومانية من إيران. فاز بالميدالية الذهبية في الألعاب الأولمبية الصيفية 2024. 